# Stephen Porges
Stephen W. Porges (* 1945) ist ein US-amerikanischer Psychiater und Neurowissenschaftler. Seine bekannteste Arbeit ist die durch ihn im Jahr 1994 postulierte Polyvagal-Theorie.

## Wirken
Porges ist Professor für Psychiatrie an der University of North Carolina at Chapel Hill. Als Gründungsdirektor ist Porges auch derzeit Direktor des Kinsey Institute Traumatic Stress Research Consortium an der Indiana University Bloomington, das sich mit den lebensverändernden Auswirkungen und Behandlungen rund um Traumata befasst. Zuvor war er Professor an der Universität von Illinois, Chicago, an der er Direktor des Brain-Body Centers am College of Medicine war sowie an der University of Maryland. Porges ist ehemaliger Präsident der Gesellschaft für psychophysiologische Forschung.

### Polyvagal-Theorie
1994 postulierte Porges die Polyvagal-Theorie. Sie ist eine Sammlung von im Wesentlichen wissenschaftlich widerlegten evolutionsbiologischen, neurowissenschaftlichen und psychologischen Thesen, die sich auf die Rolle des Nervus vagus in der Regulation von Emotionen, sozialen Zusammenhängen und bei der Angstreaktion beziehen. Stephen Porges ergänzte seine Theorie mehrfach. 

### Safe and Sound Protocol (SSP)
Im Jahr 2013 publizierte Porges eine von ihm entwickelte und vermarktete, patentierte Form der Musiktherapie, bei der dynamische Filter auf aufgenommene Musik angewendet werden. Ziel sei die Anwendung zum Beispiel bei Autismus. Es wird unter anderem die Behauptung aufgestellt, der Vagusnerv werde durch die Anwendung der Filter stimuliert.

## Werke
- Die Polyvagal-Theorie und die Suche nach Sicherheit: Traumabehandlung, soziales Engagement und Bindung, Übers. Theo Kierdorf, Hildegard Höhr, Lichtenau/Westfalen G. P. Probst Verlag 2021, ISBN 978-3-944476-19-3
- Mit Peter A. Levine: SE und Neuronale Abläufe (englisch/deutsch) DVD, Auditorium Netzwerk, Müllheim-Baden
- Mit Gary G Berntson, J Thomas Bigger Jr, Dwain L Eckberg, Paul Grossman, Peter G Kaufmann, Marek Malik, Haikady N Nagaraja, J Philip Saul, Peter H Stone, Maurots W van der Molen: Heart rate variability: origins, methods, and interpretive caveats (English), Psychophysiology Band 34, 1997/11, S. 623–648